# Ernst Stückelberg

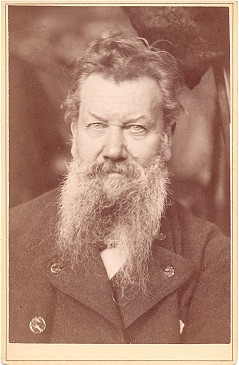
Stückelberg, um 1900

Ernst Stückelberg (Taufname Johann Ernst Melchior Stickelberger; * 21. Februar 1831 in Basel; † 14. September 1903 ebenda) war ein Schweizer Maler, einer der populärsten seiner Zeit.

## Leben

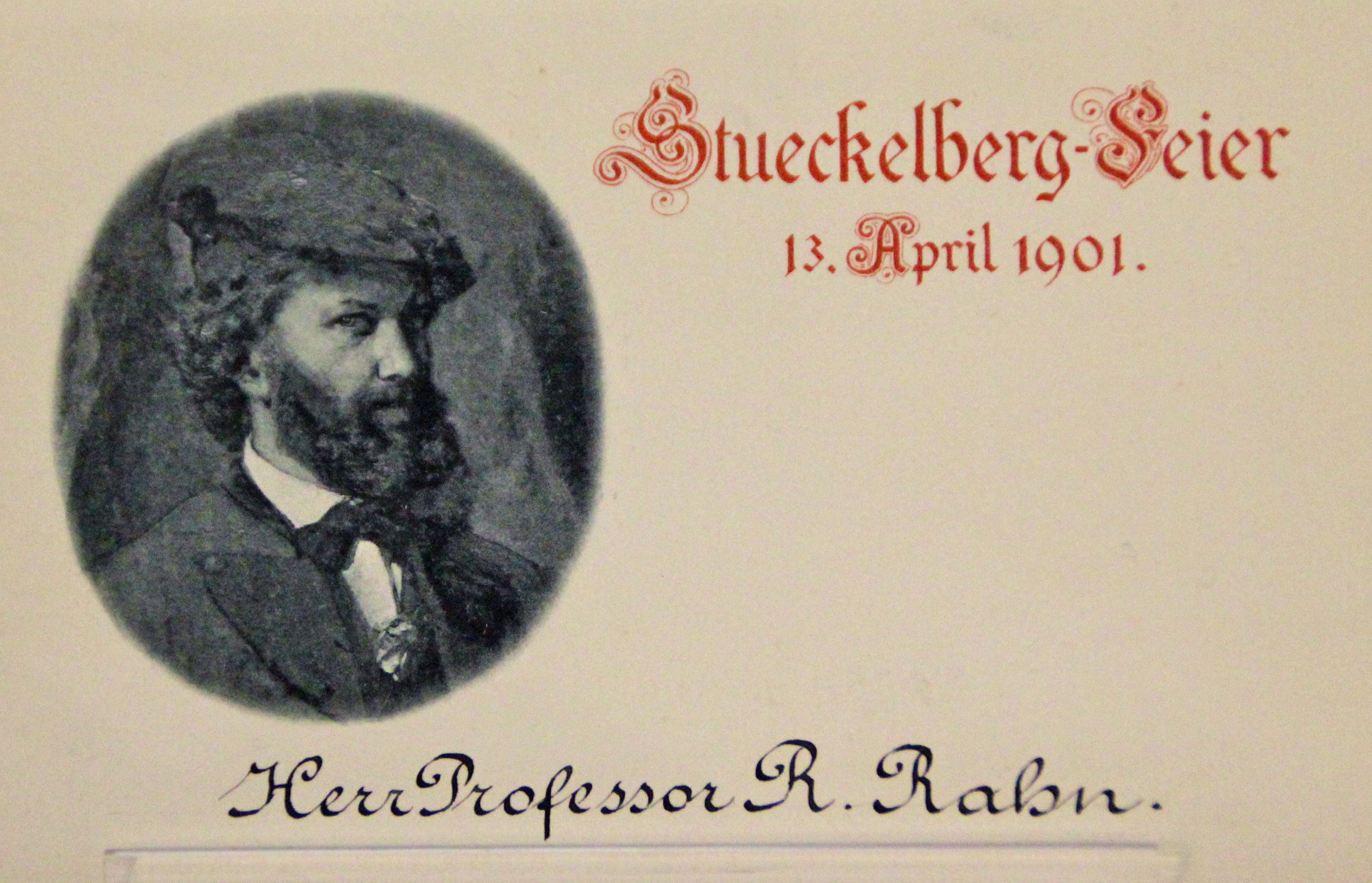
Einladung an Johann Rudolf Rahn für die Feier zu Stückelbergs 70. Geburtstag

Ernst Stückelberg entstammte der Basler Patrizierfamilie Stickelberger. Sein Vater war der Kaufmann Emanuel Stickelberger, dessen zweite Frau war seine Mutter Susanne, die Schwester von Melchior Berri. Ernst Stückelberg änderte den seit dem 14. Jahrhundert geführten Familiennamen Stickelberger zum Künstlernamen Stückelberg.
Nach dem frühen Tod seines Vaters 1833 kümmerte sich sein Onkel Melchior Berri um Ernst Stückelbergs Ausbildung. Ersten Zeichenunterricht erhielt er in seiner Schulzeit im Gymnasium von Hieronymus Hess und Ludwig Adam Kelterborn (1849–1850).
Nach seiner Schulzeit absolvierte Ernst Stückelberg eine Lehre beim Porträtisten Johann Friedrich Dietler in Bern. 1850 studierte er in Antwerpen an der Akademie bei Gustave Wappers. Die dort entstandenen Werke sind in der Sammlung des Basler Kunstverein aufbewahrt. Anschliessend reiste er zu Studienzwecken nach Paris und hatte dort u. a. Kontakt zu Anselm Feuerbach.
1853 ging Stückelberg nach München, wo er für kurze Zeit bei Moritz von Schwind Unterricht nahm. Von 1854 bis 1856 studierte er an der Kunstakademie in München. Dort entstand 1855 eines seiner bekanntesten Historienbilder: Melchtal kehrt zu seinem auf Geheiss Landenbergs, des Vogts von Sarnen, geblendeten Vater zurück.
1856 reiste Stückelberg für fünf Monate nach Florenz. Von 1857 bis 1859 lebte und arbeitete er in Rom. Er wohnte an der Via San Carlo alle Quattro Fontane Nr. 53 bei Teresa Reinhart, der Tochter von Johann Christian Reinhart.
In Rom traf er sich mit seinen alten Künstlerfreunden Arnold Böcklin, Franz-Dreber, Rudolf Henneberg und Anselm Feuerbach und lernte u. a. Caspar von Zumbusch, Julius Moser und Victor von Meyenburg kennen. In den Sommermonaten malte er an verschiedenen Orten ausserhalb Roms, so in Vicovaro, Cervara und in Anticoli-Corrado. Stückelberg war der erste Maler, der sich 1858 zum Arbeiten in dem Bergdorf niederliess. Später entwickelte sich in diesem Ort eine Malerkolonie.
1860 zog Stückelberg nach Zürich, wo er sich mit Rudolf Koller, Gottfried Keller, Friedrich Theodor Vischer und Conrad Ferdinand Meyer anfreundete. Ab 1862 reiste er wieder nach Italien und erkrankte dort. Zuerst kehrte er in das Tessin zurück, dann begab er sich zur Erholung nach St. Moritz und schliesslich zu einem weiteren Kuraufenthalt nach Zandvoord.
Nach Basel zurückgekehrt, heiratete er 1866 die Tochter des aus Mülhausen stammenden Kaufmanns Eduard Brüstlein-du Pasquier, Maria Elisabeth Brüstlein (1842–1927), mit der er sieben Kinder hatte. Die Hochzeitreise führte die beiden nach Neapel, Pompeji und Capri. Wieder in Basel, stellte er die dort entstandenen Bilder im Stadtcasino aus.
1860 wurde Stückelberg von Jacob Burckhardt dazu angeregt, einen Entwurf für das geplante St. Jakobs-Denkmal in Basel anzufertigen. Der Entwurf stiess bei der zuständigen stadträtlichen Kommission auf Anerkennung. Der in Rom niedergelassene Bildhauer Ferdinand Schlöth, dem in dem ein Jahr zuvor durchgeführten Wettbewerb für seinen Entwurf der erste Preis zuerkannt worden war, war jedoch nicht bereit, einen von fremder Hand ausgeführten Entwurf umzusetzen, wiewohl er mit Stückelberg während dessen Romaufenthaltes einen freundschaftlichen Umgang gepflegt hatte.
Es folgten Lehranfragen von verschiedenen Akademien, die Stückelberg jedoch ablehnte. 1871 kaufte er den «Erimanshof» am Blumenrain in Basel und malte ihn von 1873 bis 1874 mit Fresken aus.
1877 malte Stückelberg im Treppenhaus der Basler Kunsthalle das Wandbild Das Wiedererwachen der Kunst (in der Renaissance). Ebenfalls 1877 gewann er den Wettbewerb zur Ausschmückung der Tellskapelle am Urnersee. Dafür bezog er ein Atelier im alten Zwingherrenturm in Bürglen. Am 24. Juni 1883 wurde das Wandbild eingeweiht, und Stückelberg erhielt den Titel eines Ehrendoktors der Universität Zürich.

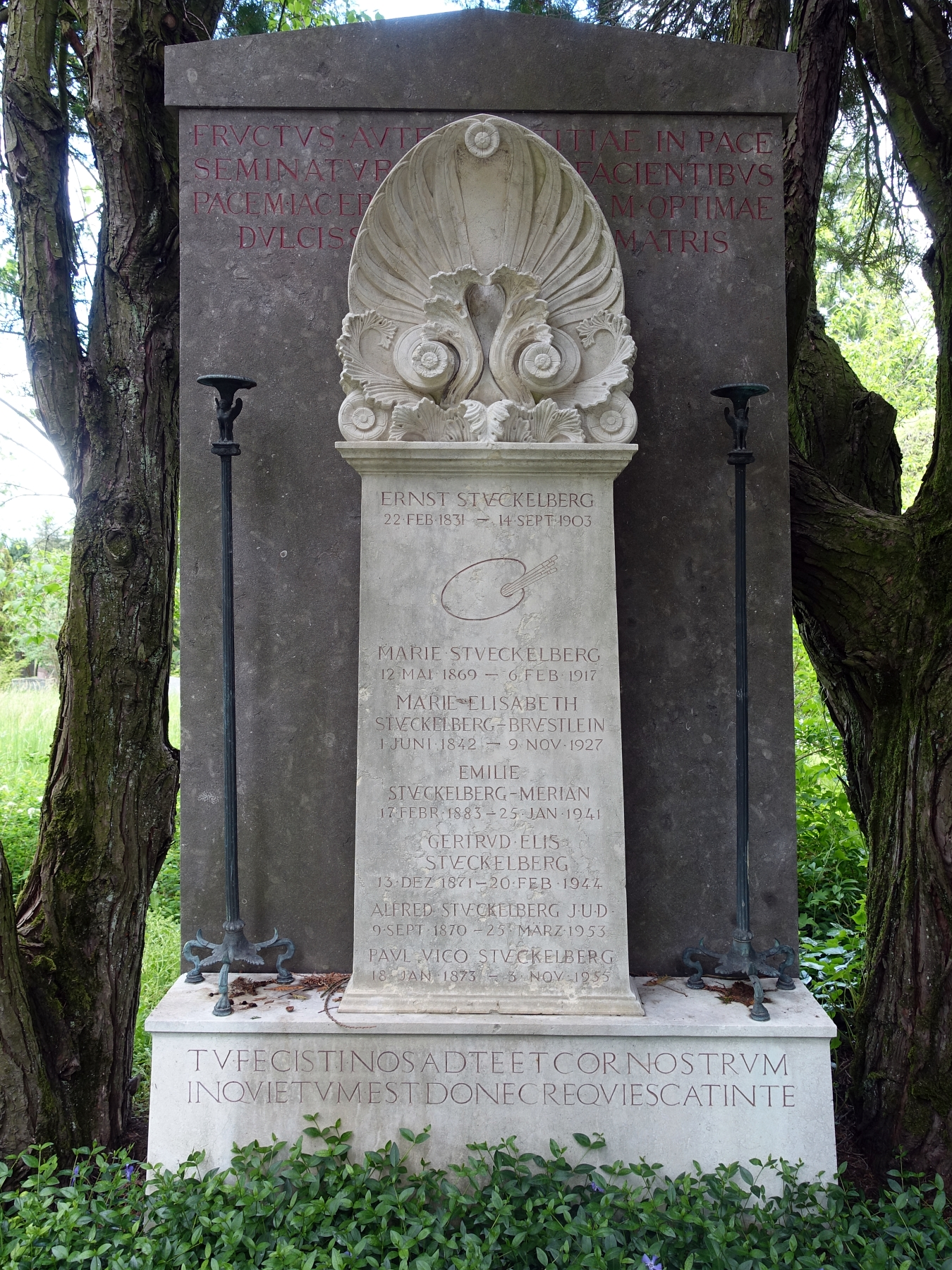
Familiengrab, Wolfgottesacker in Basel.

1888 hielt sich Stückelberg wieder in Rom, Capri und in Anticoli-Corrado auf.
1882 verstarb Stückelbergs Mutter. Der Tod seiner Schwester 1890 führte zu einem fünfjährigen Unterbruch in Stückelbergs Schaffen. 1901 fand zu seinem 70. Geburtstag eine Jubiläumsausstellung in der Kunsthalle Basel statt, an der Johann Rudolf Rahn als Vertreter der Universität Zürich eine Rede hielt. Im selben Jahr entstanden erste Studien zu Fresken für die Kapelle in der Hohlen Gasse, die aber nie ausgeführt wurden. Stückelberg zeigte seine Arbeiten an nationalen und internationalen Ausstellungen und erhielt zahlreiche Auszeichnungen und Ehrungen.
Parallel zu den Arbeiten an der Tellskapelle malte Stückelberg 1883 im Auftrag von Peter Conradin von Planta eines seiner bekanntesten Werke: Der letzte Ritter von Hohenrätien stürzt sich in den Abgrund der Via Mala, in dem Stückelberg die Sage des letzten Ritters der Burg Hohenrätien oberhalb Thusis aufgreift. Das Bild hängt heute im Bündner Kunstmuseum.
1873 wurde Stückelberg Ritter des Franz-Joseph-Ordens. Sein Künstlername Stückelberg, den er 1881 angenommen hatte, wurde 1885 vom Regierungsrat des Kantons Basel-Stadt offiziell zum gesetzlichen Namen erklärt.
Die Kunstmalerin Marie Stückelberg (1869–1917) war eine Tochter Stückelbergs, ebenso Gertrud Stückelberg (1871–1944). Der Historiker Ernst Alfred Stückelberg war ein Sohn, der Mathematiker Ernst Carl Gerlach Stückelberg ein Enkel Stückelbergs.
Auf dem Wolfgottesacker fand Stückelberg seine letzte Ruhestätte.

## Werk
Stückelbergs populäre Kunst, die einer streng hierarchischen Ordnung der Genre-, der Porträt- und der Landschaftsmalerei unterliegt, wurde als bieder, plakativ und volksnah beschrieben. Zu seinen bekanntesten Werken gehören das 1884 entstandene Bildnis Mädchen mit der Eidechse (das in Bernhard Schlinks Erzählband Liebesfluchten abgedruckt ist, dort jedoch einem – nicht existierenden – Maler namens René Dalmann zugeschrieben wird) sowie die Fresken in der Tellskapelle am Urnersee, über die Josef Viktor Widmann schreibt:

„Diese effektvollen Bilder sind mir als löbliche Kunstwerke erschienen, nur zu schön, ganz so wie Schillers Jambenfluß. Ich hatte so viel von der ungeheuren Realistik sprechen hören, die Stückelberg nun zum ersten Male in die historische Malerei einführe. Da habe ich doch nach dieser Seite hin mehr Kraft erwartet, Bilder, die nicht auf den ersten Anblick wie lindes Baumöl in das Auge hineinfließen, sondern die sich zuerst sperren […]. Das ist nun so ganz mein individueller Eindruck und ich mache durchaus nicht Anspruch, ihn für ein berechtigtes Kunsturtheil auszugeben. Aber ich komme nicht darüber weg; Stückelberg erscheint mir in seinen Werken wie in der Musik der liebenswürdige und angenehme Mendelssohn, der so ganz am Platze ist in der Melusinenouvertüre, aber nicht ganz im Elias. Das Basler Museum hat doch Stückelbergs bestes Bild — die Prozession in den Sabinerbergen; diese Stoffe entsprechen meines Erachtens dem weichen und glatten Pinselstriche des reichbegabten Künstlers zehnmal besser als das Heroische.“

Ein Beispiel für ein von ihm erstelltes kleines Gemälde ist Villa Mignonne, St. Raphael (12 mal 22 cm, mit Öl auf Holz gemalt). Es entstand 1896 und zeigt eine Seelandschaft. Von diesen sogenannten Brettchen hat Stückelberg hunderte gemalt; er trug bei seinen Malutensilien immer einige solcher gleich grossen Holzbrettchen mit sich.

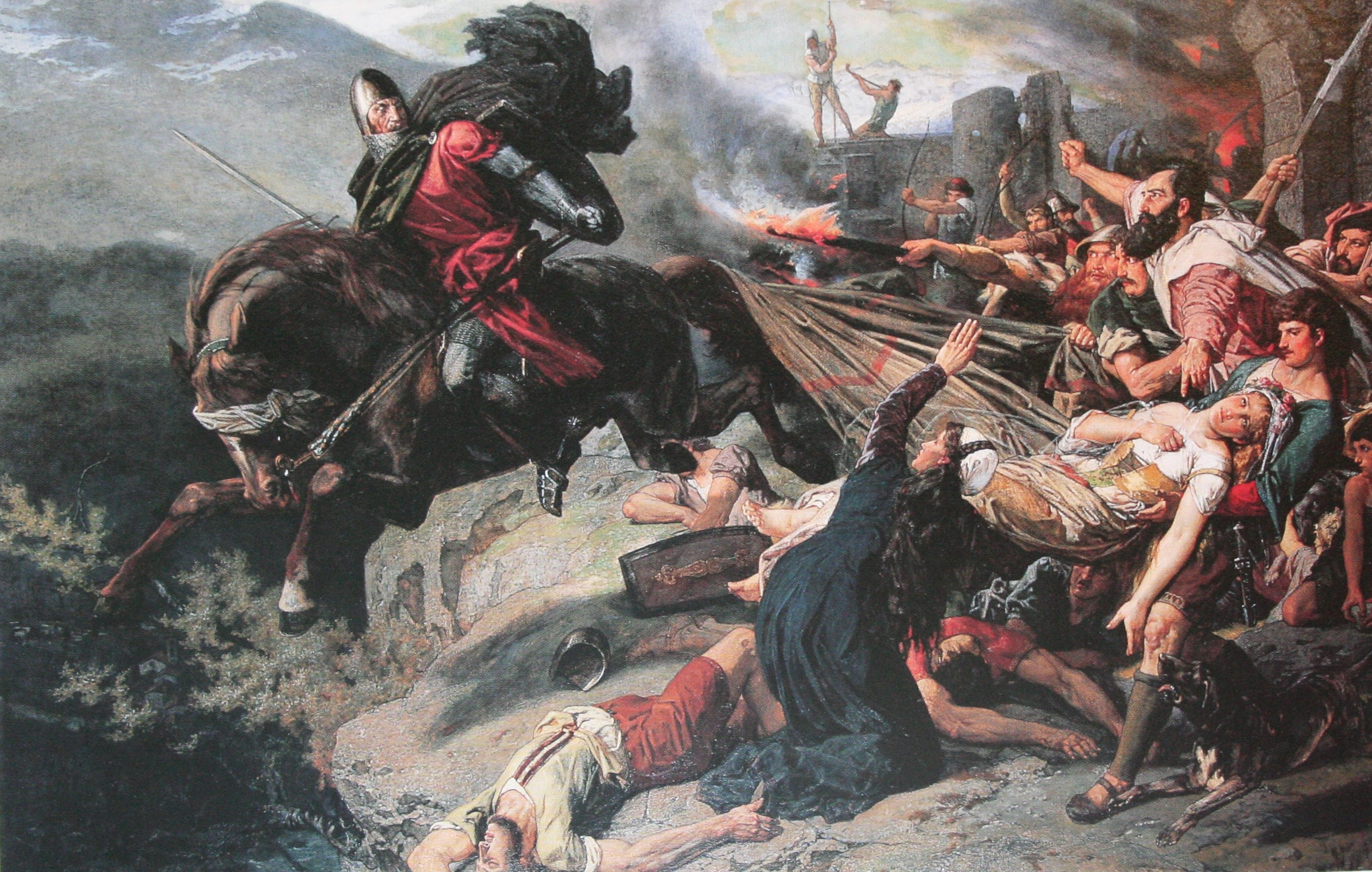
Der letzte Hohenrätier, 1883
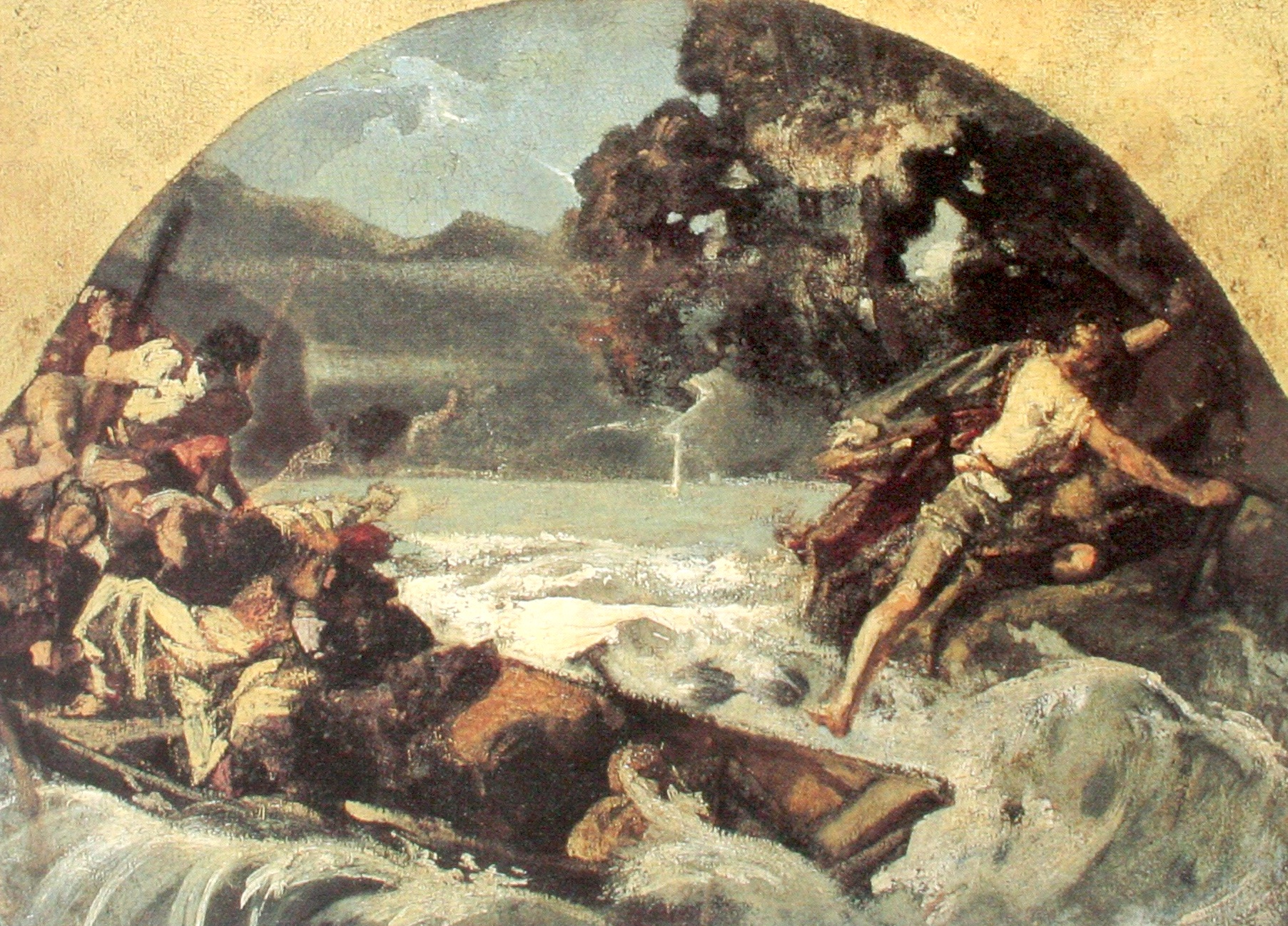
Tellensprung, 1879
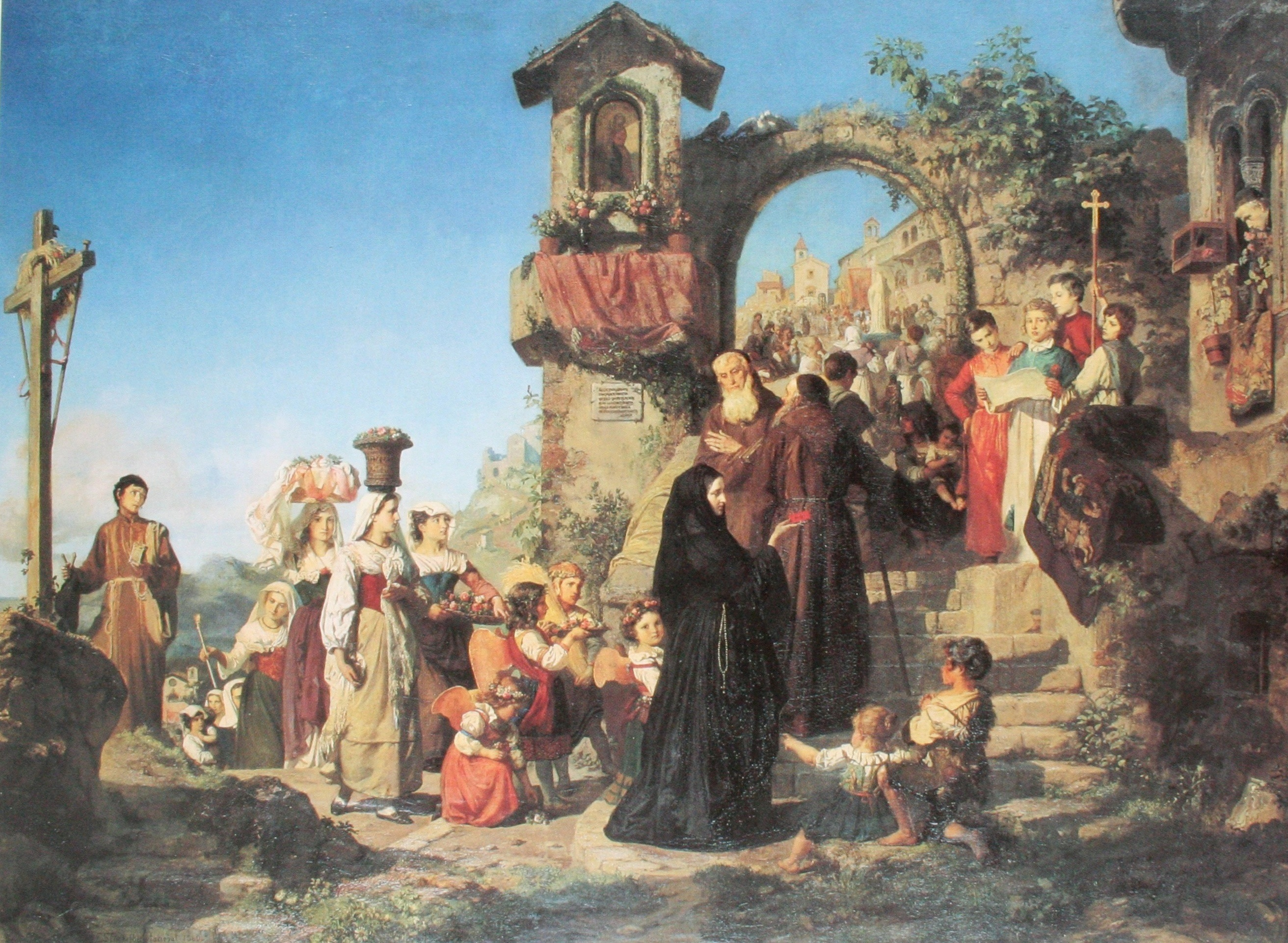
Marientag im Sabinergebirge, 1860
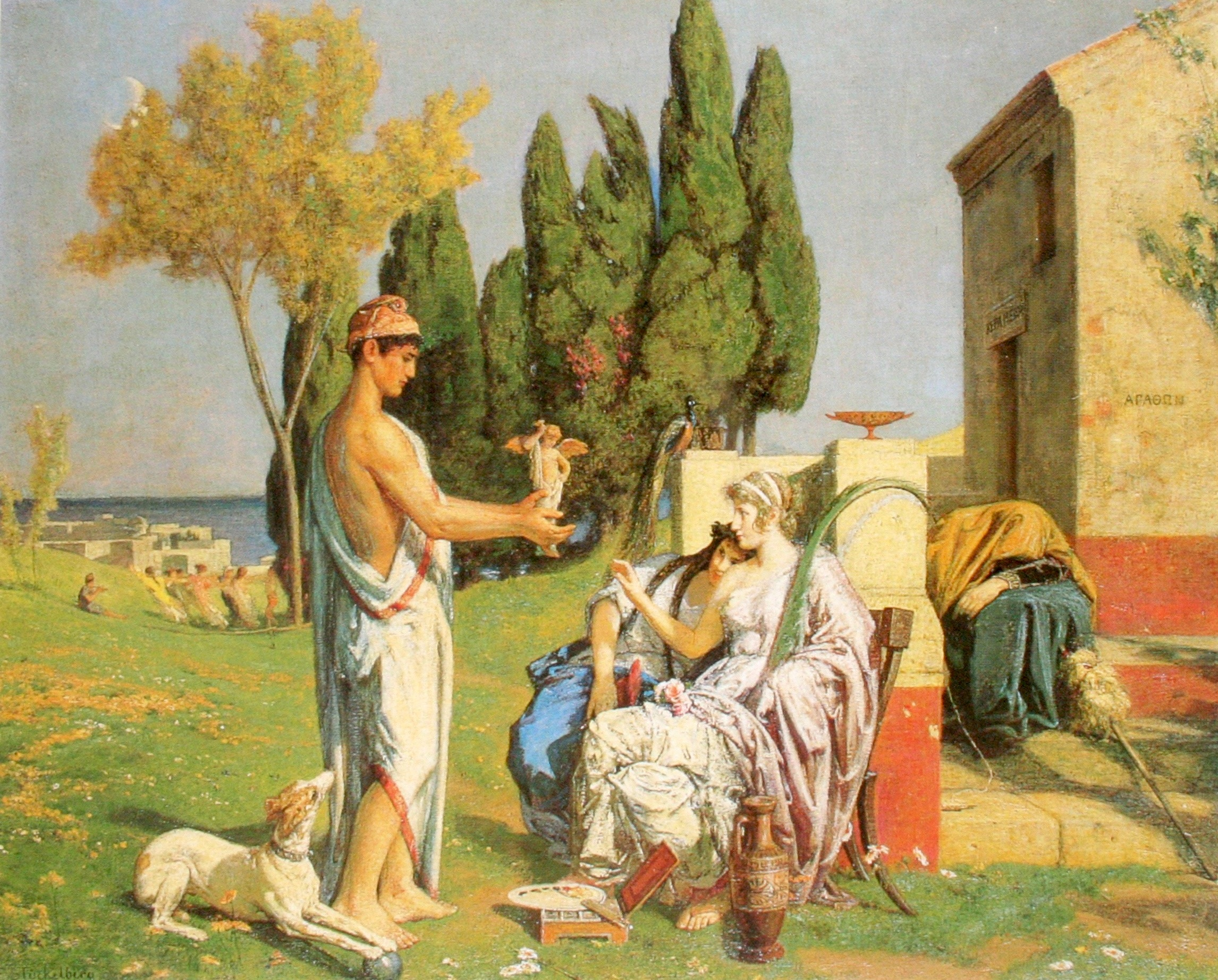
Myrthis und Corinna beim Töpfer Agathon, 1897
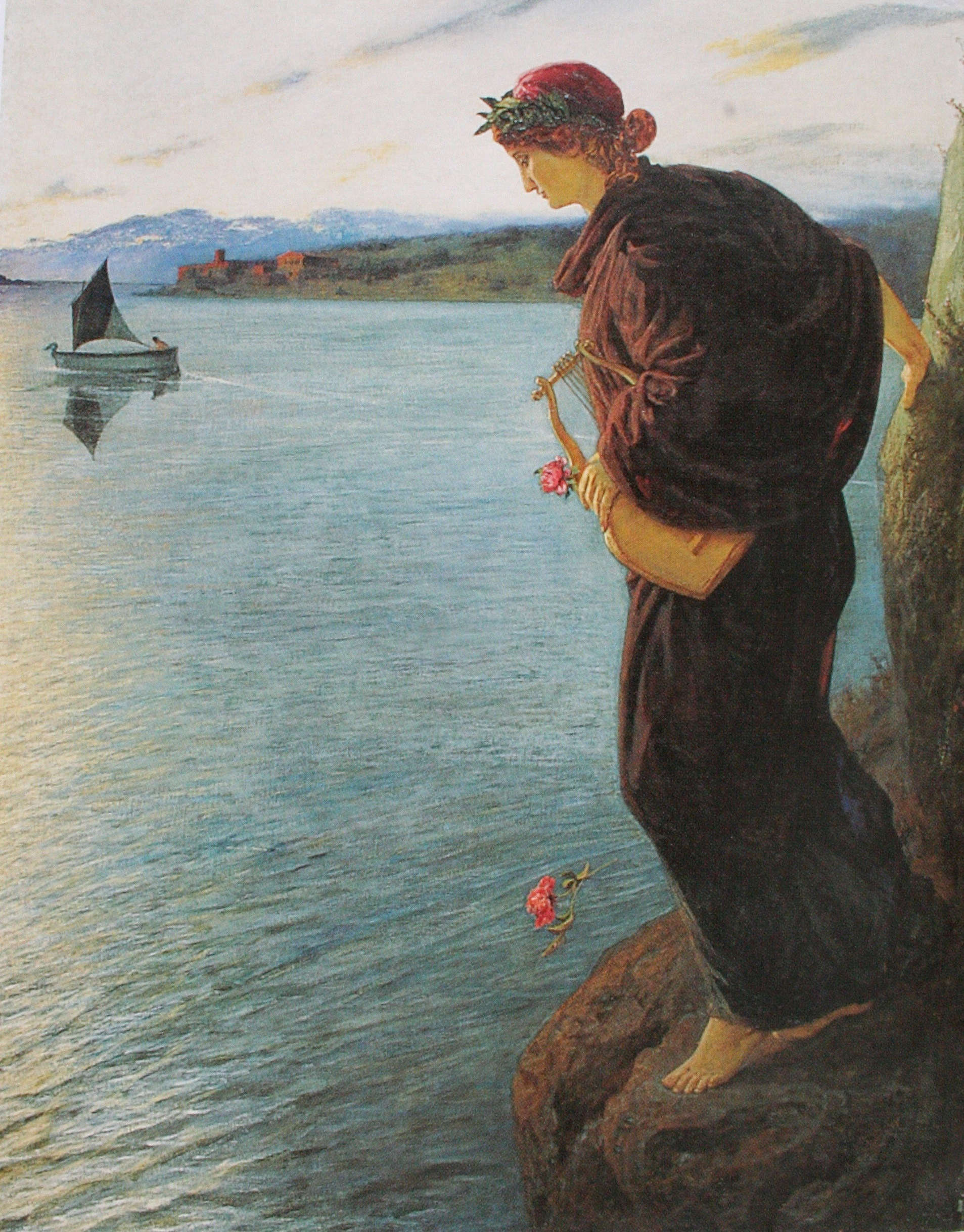
Sappho, 1897